# St. Fides, Spes, Caritas (Thum)

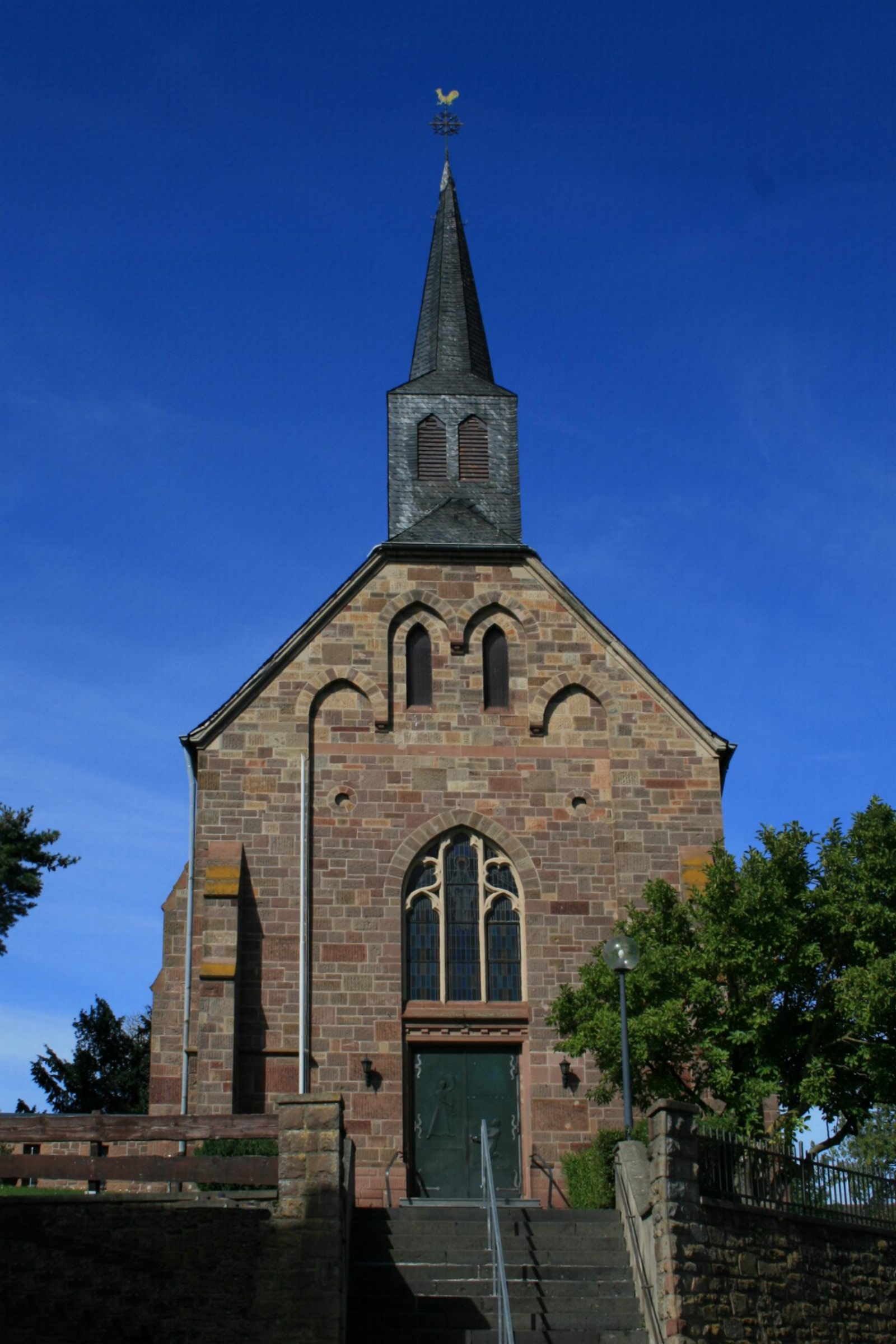
St. Fides, Spes, Caritas in Thum

St. Fides, Spes, Caritas ist eine römisch-katholische Filialkirche in Thum einem Ortsteil der Gemeinde Kreuzau im Kreis Düren in Nordrhein-Westfalen. Die Kirche gehört zur Pfarre St. Martin, Drove.

## Geschichte
Eine Kapelle in Thum ist für die erste Hälfte des 16. Jahrhunderts belegt. Sie wurde wahrscheinlich auf Veranlassung der Grafen von Nesselrode erbaut, die in der benachbarten Burg lebten. Im 17. Jahrhundert wurde die Kapelle erweitert, zudem taucht das Patrozinium Fides, Spes und Caritas auf. Der Chor war spätgotisch und das Schiff barock. Diese Kirche wurde im März 1905 abgerissen.
Das heutige Kirchengebäude wurde in den Jahren 1906 bis 1907 nach Plänen von Franz Statz im Stil der  Neugotik als Saalkirche mit dreiseitig geschlossenem Chor im Osten und verschiefertem Dachreiter im Westen erbaut. Das Bauwerk wurde aus Buntsandstein errichtet.
Die feierliche Kirchweihe und die Konsekration des Hochaltares nahm am 12. Juni 1909 der Kölner Weihbischof Joseph Müller vor.
Bis in die 1960er Jahre zählte der Ort zur Pfarre St. Clemens/Berg und wurde dann erst nach Drove umgepfarrt.

## Ausstattung
In der Kirche befindet sich ein neugotischer Hochaltar. Die Bleiglasfenster schuf der Glasmaler Julius Brand um das Jahr 1935.